# Niviventer eha
Niviventer eha — вид пацюків (Rattini), що зустрічається в Китаї, Індії, М'янмі та Непалі.

## Морфологічна характеристика
Довжина голови й тулуба від 110 до 130 мм, довжина хвоста від 165 до 195 мм, довжина лапи від 27 до 31 мм, довжина вух від 17 до 20 мм. Волосяний покрив щільний і м'який. Колір верхніх частин світло-коричнювато-оранжевий, а черевні частини світло-сірі. Навколо очей є темні кільця. Вуха темно-коричневі, густо вкриті довгою шерстю, біля основи мають пучок чорного волосся. Зовнішня сторона ніг сірувато-коричнева, а боки сріблясто-сірі. Хвіст значно довший за голову і тіло, зверху коричнево-чорний, знизу сірий. На кінчику є пучок волосся. Лапи довгі й тонкі.

## Середовище проживання
Мешкає в хвойних лісах гори, в лісах рододендронів і в бамбукових лісах на висоті від 2000 до 3700 метрів над рівнем моря.

## Спосіб життя
Це переважно наземний вид. Харчується комахами, личинками, а також фруктами та корінням.